# 大谷尚輝
大谷 尚輝（おおたに なおき、1995年9月24日 - ）は、広島県安芸郡府中町出身の元プロサッカー選手。ポジションはディフェンダー。広島県立吉田高等学校卒業。

## 来歴

### プロ入り前
2000年5歳の時、サンフレッチェ広島のスクールを連日見学していた縁でスクール入りし、2007年小学6年生からDFを本格的に始める。同年、広島ジュニアの一員として全日本少年サッカー大会に出場している。
2008年、広島ジュニアユースに入団する。同期に川辺駿・宮原和也。センターバックとして活躍し、2010年クラブユース選手権(U-15)3位進出に貢献している。
2011年、川辺・宮原らと共に広島ユースに昇格する。同年高1のとき山口国体少年の部3位、2012年高校2年のときCBのレギュラーに抜擢され2012年高円宮杯プレミア制覇に貢献した。2013年FUJI XEROX NEXT GENERATION MATCH U-18Jリーグ選抜メンバー。同年高3から川辺・宮原らと共にトップチームに2種登録選手として登録されるも、その2人が同年3月にプロ契約（プロ契約2種）し公式戦に出場あるいはベンチ入りしたのに比べ、大谷は背番号登録すらなかった。ユースでは同年度のクラブユース選手権(U-18)準優勝、同年度のJユースカップ準優勝に貢献する。

### プロ入り後
2014年、正式にトップチーム昇格。同期入団は、川辺、宮原、高橋壮也、皆川佑介、茶島雄介、ビョン・ジュンボン。平繁龍一・横竹翔以来3人目となる広島のスクールからストレートでトップチーム昇格を果たした。このシーズンでのプロデビューはなかった。同シーズンはJリーグ・アンダー22選抜に登録され、5試合に出場している。
2015年、ロアッソ熊本へ期限付き移籍（育成型レンタル) したが、天皇杯を含めわずか6試合の出場に留まった。2016年1月4日に期限付き移籍満了の発表が出された。
2016年9月、FC町田ゼルビアへ育成型期限付き移籍。2017年12月10日、町田に期限付きから完全移籍で加入することが発表された。
2021年、愛媛FCへ期限付き移籍。
2022年1月6日、栃木SCへの完全移籍が発表された。
同年9月10日、横浜FC戦で右腓骨疲労骨折。復帰まで約6-8週間の診断を受けた。
2024年12月、脳震盪の後遺症により現役引退を発表した。

## 所属クラブ
- サンフレッチェ広島ジュニア(府中南小)
- 2008年-2010年 サンフレッチェ広島Jr.ユース(府中緑ヶ丘中)
- 2011年-2013年 サンフレッチェ広島ユース(吉田高)
  - 2013年 サンフレッチェ広島（2種登録）
- 2014年 - 2017年 サンフレッチェ広島
  - 2014年 - 2015年 Jリーグ・アンダー22選抜
  - 2015年 ロアッソ熊本 (期限付き移籍)
  - 2016年9月 - 2017年 FC町田ゼルビア (期限付き移籍)
- 2018年 - 2021年 FC町田ゼルビア
  - 2021年 愛媛FC (期限付き移籍)
- 2022年 - 栃木SC

## 個人成績
| 国内大会個人成績 | 国内大会個人成績 | 国内大会個人成績 | 国内大会個人成績 | 国内大会個人成績 | 国内大会個人成績 | 国内大会個人成績 | 国内大会個人成績 | 国内大会個人成績 | 国内大会個人成績 | 国内大会個人成績 | 国内大会個人成績 |
| 年度             | クラブ           | 背番号           | リーグ           | リーグ戦         | リーグ戦         | リーグ杯         | リーグ杯         | オープン杯       | オープン杯       | 期間通算         | 期間通算         |
| 年度             | クラブ           | 背番号           | リーグ           | 出場             | 得点             | 出場             | 得点             | 出場             | 得点             | 出場             | 得点             |
| 日本             | 日本             | 日本             | 日本             | リーグ戦         | リーグ戦         | リーグ杯         | リーグ杯         | 天皇杯           | 天皇杯           | 期間通算         | 期間通算         |
| ---------------- | ---------------- | ---------------- | ---------------- | ---------------- | ---------------- | ---------------- | ---------------- | ---------------- | ---------------- | ---------------- | ---------------- |
| 2014             | 広島             | 35               | J1               | 0                | 0                | 0                | 0                | 0                | 0                | 0                | 0                |
| 2015             | 熊本             | 15               | J2               | 5                | 0                | -                | -                | 1                | 0                | 6                | 0                |
| 2016             | 広島             | 35               | J1               | 0                | 0                | 0                | 0                | 0                | 0                | 0                | 0                |
| 2016             | 町田             | 35               | J2               | 6                | 0                | -                | -                | -                | -                | 6                | 0                |
| 2017             | 町田             | 35               | J2               | 25               | 2                | -                | -                | 1                | 0                | 26               | 2                |
| 2018             | 町田             | 35               | J2               | 37               | 3                | -                | -                | 2                | 0                | 39               | 3                |
| 2019             | 町田             | 35               | J2               | 23               | 1                | -                | -                | 1                | 0                | 24               | 1                |
| 2020             | 町田             | 3                | J2               | 1                | 0                | -                | -                | -                | -                | 1                | 0                |
| 2021             | 愛媛             | 35               | J2               | 17               | 0                | -                | -                | 0                | 0                | 17               | 0                |
| 2022             | 栃木             | 15               | J2               | 18               | 0                | -                | -                | 0                | 0                | 18               | 0                |
| 2023             | 栃木             | 5                | J2               | 21               | 2                | -                | -                | 1                | 0                | 22               | 2                |
| 2024             | 栃木             | 5                | J2               |                  |                  |                  |                  |                  |                  |                  |                  |
| 通算             | 日本             | 日本             | J1               | 0                | 0                | 0                | 0                | 0                | 0                | 0                | 0                |
| 通算             | 日本             | 日本             | J2               | 153              | 8                | -                | -                | 6                | 0                | 159              | 8                |
| 総通算           | 総通算           | 総通算           | 総通算           | 153              | 8                | 0                | 0                | 6                | 0                | 159              | 8                |

その他の公式戦
| 2014   | J-22   | -      | J3     | 5 | 0 | 5 | 0 |
| 2015   | J-22   | -      | J3     | 1 | 0 | 1 | 0 |
| 通算   | 日本   | 日本   | J3     | 6 | 0 | 6 | 0 |
| 総通算 | 総通算 | 総通算 | 総通算 | 6 | 0 | 6 | 0 |

| 国際大会個人成績 | 国際大会個人成績 | 国際大会個人成績 | 国際大会個人成績 | 国際大会個人成績 |
| 年度             | クラブ           | 背番号           | 出場             | 得点             |
| AFC              | AFC              | AFC              | ACL              | ACL              |
| ---------------- | ---------------- | ---------------- | ---------------- | ---------------- |
| 2013             | 広島             | 36               | 0                | 0                |
| 2014             | 広島             | 35               | 0                | 0                |
| 2016             | 広島             | 35               | 1                | 0                |
| 通算             | AFC              | AFC              | 1                | 0                |

- 公式戦初出場（J-22） 2014年5月25日 J3第13節対ガイナーレ鳥取戦（とりぎん）
  - 先発フル出場

## タイトル

### チーム
サンフレッチェ広島ユース
- 高円宮杯 JFA U-18サッカープレミアリーグ WEST（2011年、2012年）
- 高円宮杯 JFA U-18サッカープレミアリーグ チャンピオンシップ（2011年、2012年）

## 代表歴
- U-18Jリーグ選抜
  - 2013年 - FUJI XEROX NEXT GENERATION MATCH

## 参考資料
- “大谷尚輝選手（サンフレッチェ広島ユース）来季加入のお知らせ”.   J's GOAL (2013年12月8日). 2014年2月1日閲覧。
- 大谷尚輝 - ゲキサカ